# Villiers-sur-Marne
Villiers-sur-Marne é uma comuna francesa na região administrativa da Ilha de França, no
departamento de Val-de-Marne. Estende-se por uma área de 4,33 km². Em 2010 a comuna tinha 28 709 habitantes (densidade: 6 630,3 hab./km²).

## Geografia

### Localização
Localizada a 15 km a leste de Paris, Villiers-sur-Marne é uma cidade do Val-de-Marne.
Villiers-sur-Marne está situado perto da Seine-Saint-Denis, com a cidade de Noisy-le-Grand e do Val-de-Marne com a cidade de Bry-sur-Marne, Champigny-sur-Marne e Le Plessis-Trévise.

### Transporte Públicos
As linhas de bus que passa na cidade:
- A linha RATP 106 que liga Joinville-le-Pont, Champigny-sur-Marne e Villiers-sur-Marne.
- A linha RATP 110 que liga Joinville-le-Pont, Champigny-sur-Marne e Villiers-sur-Marne.
- A linha RATP 120 que liga Nogent-sur-Marne, Le Perreux-sur-Marne, Bry-sur-Marne, Villiers-sur-Marne e Noisy-le-Grand.
- A linha RATP 206 que liga Noisy-le-Grand, Villiers-sur-Marne, Le Plessis-Trévise e Pontault-Combault.
- A linha RATP 207 que liga Noisy-le-Grand, Villiers-sur-Marne, Le Plessis-Trévise e La Queue-en-Brie.
- A linha RATP 210 que liga Paris, Vincennes, Nogent-sur-Marne, Le Perreux-sur-Marne, Bry-sur-Marne e Villiers-sur-Marne.
- A linha RATP 306 que liga Saint-Maur-des-Fossés, Champigny-sur-Marne, Villiers-sur-Marne e Noisy-le-Grand.
- A linha RATP 308 que liga Créteil, Bonneuil-sur-Marne, Sucy-en-Brie, Ormesson-sur-Marne, Chennevières-sur-Marne, Champigny-sur-Marne e Villiers-sur-Marne.

A cidade tem a Estação de Villiers-sur-Marne - Le Plessis-Trévise onde passa a Linha E do RER.

### Enquadramento Geográfico
A cidade de Villiers-sur-Marne situa-se na zona leste do Val-de-Marne com uma densidade de 6 503 hab/km².
- a norte: Noisy-le-Grand (pertencente ao departamento de Seine-Saint-Denis)
- a leste: Noisy-le-Grand (pertencente ao departamento de Seine-Saint-Denis)
- a oeste: Bry-sur-Marne, Champigny-sur-Marne
- a sul: Champigny-sur-Marne, Le Plessis-Trévise

## Toponímia

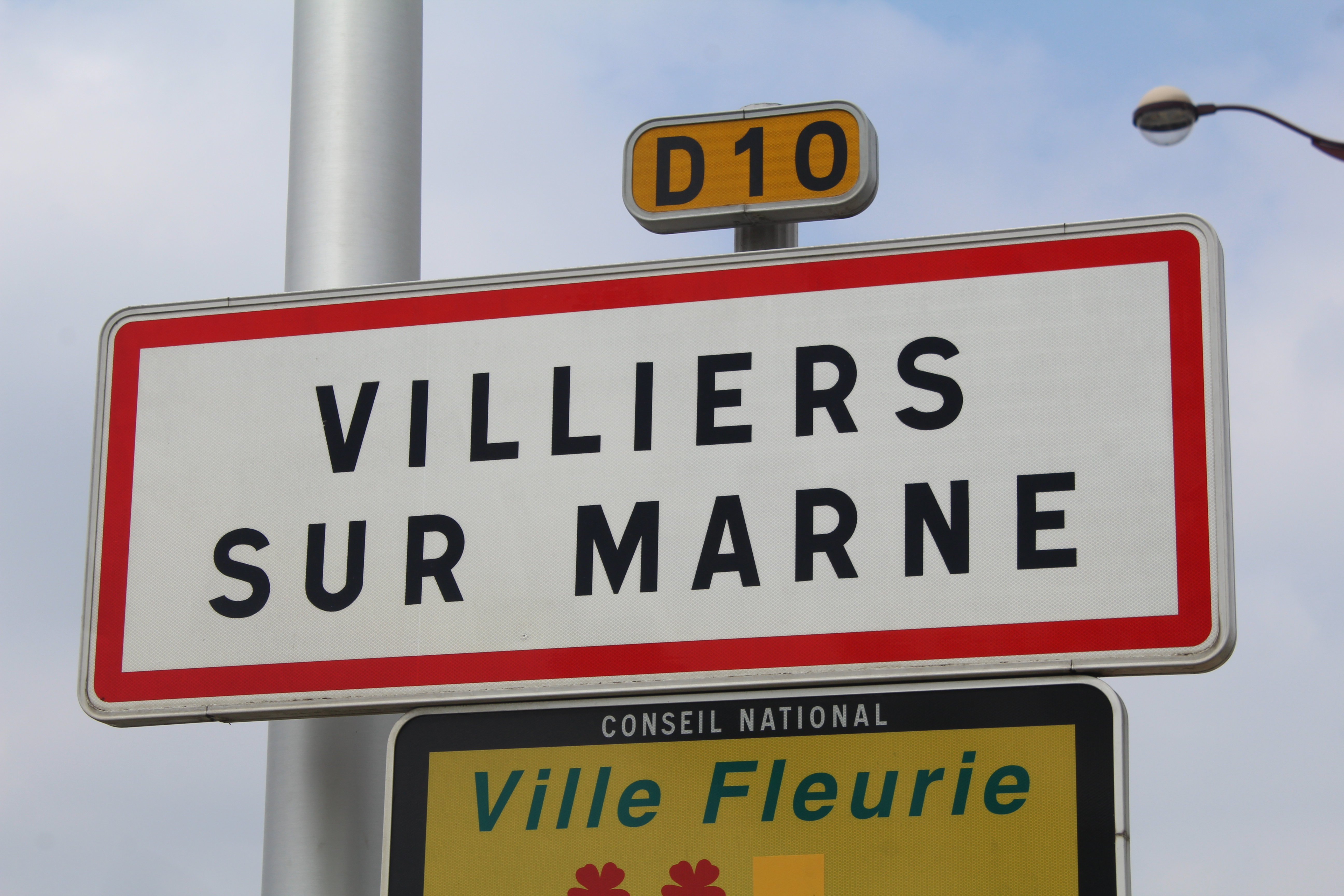
Painel de entrada na comuna.

Villarium no século XIII, Villare ad Matronam, Villaria versus Campiniacum.
A cidade também tem muitas outras áreas naturais (cerca de 14 hectares no total), como o Parc du Bois-St-Denis, ou o Bois-Saint-Martin, ao sudeste da comuna, e compartilhado com Noisy -le-Grand, Le Plessis-Trévise, Émerainville e Pontault-Combault.

## História
Villiers, ao que parece, tem o seu nome a partir do Galo-romano. No século V, Villar, que designa uma parte da villa romana, deu o nome de Villiers.
Até o século XIII, a comuna tenha muitos nomes comuns serão Villaricum, conforme transcrito na matrícula da abadia de Saint-Maur-des-Fossés de um documento datado de 1024, Villare, Villaris, Villarium. Os estudos etimológicos também chamam pelo nome Villare ad Matronum (Marne).
No fim do século XIV que os Budé, origem de Borgonha e de Champanhe, veio estabelecer-se em Villiers. A casa fortificada, cercada por fossos, onde as pessoas pudessem se refugiar, foi construído para Dreux I de Budé.
Decorrentes desta família, Guilherme Budé irá causar a criação do Colégio de França, com ordem de Francisco I. Em 1946, o município de André Rouy adoptar as armas de Budé como o emblema da cidade. Paul Poisson de Bourvalais, Marie-Anne Bourdon, filha legítima de Luís XIV e Louise de la Valliere, viúva do Príncipe de Conti, a duquesa de Levis irão compartilhar o campo durante o século XVIII.
Três Castelos, agora extintos, se situava no território do município :
- O Castelo do Désert: propriedade de Trudaine, fundador da Escola de Engenheiros das pontes et das estradas
- O Plessis-la-Lande: onde viveu um dos tenentes de Napoleão Bonaparte, o marechal Mortier, Duque de Treviso
- O Castelo Moderno: do domínio do Bois-de-Gaumont,sem um castelo, será subdividida no início deste século. Por duas vezes, em 1814 e 1815, a aldeia será ocupada pelos russos e prussianos.

Até o início do século XIX, a população (671 habitantes em 1806) estava concentrada em residências ao longo da estrada principal de leste a oeste de Villiers-sur-Marne é a rue de l'Etre, agora chamada rua do Général-de-Gaulle.
Além dessas casas alargar áreas de cultivo, pastagens e terrenos de vinha. Estes valores reflectem uma tradição perpetuada por gerações de viticultores que tenham contribuído para a expansão das vinhas villiérain. Esta referência histórica para a vinha é encontrado em outra parte no brasão da cidade, como três cachos de uvas adornar a coroa.
Em 1806, mais de metade da actividade relacionada com as vinhas de Villiers, que na época ainda abrange 40 ha. A terra vinha gradualmente ser reembalada em terras aráveis ou plantações. Além disso, a abertura da estação da linha Paris-Basileia de 1857, seria aumentar a actividade da cidade, levando ao desaparecimento progressivo da vinha.
A pequena aldeia vai crescer e os edifícios serão construídos especialmente para a Estação de Villiers-sur-Marne - Le Plessis-Trévise. A transformação de grandes áreas nas subdivisões acelerar na primeira metade do século XX. Frutas e vegetais atividade constituíam o grosso da vila residencial com acentos até os anos 1950.
Durante a década de 1960, cerca de 2 700 casas serão construídas para atender os trabalhos de recuperação da cidade de Paris. Depois os anos da década de 1970, o desenvolvimento do leste de Paris foi ampliado, especialmente com a criação da vila nova de Marne-la-Vallée. A recente urbanização aumentou a população de 27 151 habitantes até hoje.

## Administração
Lista dos prefeitos successivos:
- 1995-atualmente : Jacques-Alain Bénesti (UMP)
- 1977-1995 : Serge Delaporte (PS)
- 1815 : Claude Pierre Jacmart

### Geminação
- Friedberg (Alemanha) desde 6 de junho de 1965.
- Bishop's Stortford (Inglaterra) desde 6 de junho de 1965.
- Entroncamento (Portugal) desde 20 de maio de 1990.

## Demografia
| 1793 | 1800 | 1806 | 1821 | 1831 | 1836 | 1841 | 1846 | 1851 |
| ---- | ---- | ---- | ---- | ---- | ---- | ---- | ---- | ---- |
| 600  | 718  | 671  | 704  | 744  | 700  | 721  | 765  | 719  |

| 1856 | 1861 | 1866 | 1872 | 1876  | 1881  | 1886  | 1891  | 1896  |
| ---- | ---- | ---- | ---- | ----- | ----- | ----- | ----- | ----- |
| 853  | 824  | 919  | 990  | 1 109 | 1 287 | 1 493 | 1 750 | 2 055 |

| 1901  | 1906  | 1911  | 1921  | 1926  | 1931  | 1936  | 1946  | 1954  |
| ----- | ----- | ----- | ----- | ----- | ----- | ----- | ----- | ----- |
| 1 935 | 2 552 | 3 011 | 3 827 | 5 613 | 6 145 | 7 020 | 7 172 | 9 205 |

| 1962 | 1968   | 1975   | 1982   | 1990   | 1999   | 2007   | - | - |
| --- | ------ | ------ | ------ | ------ | ------ | ------ | - | - |
| 13 068 | 15 789 | 22 293 | 22 022 | 22 740 | 26 632 | 28 158 | - | - |
| Para os censos de 1962 a 2006 a população legal corresponde à popolução sem duplicidades, segundo define o INSEE. |        |        |        |        |        |        |   |   |

## Personalidades ligada a cidade
- Vanessa Paradis
- Gabriel Neigre
- Octave Lapize
- Nessbeal
- Louis de Funès
- Fabien Onteniente
- Claude Perraudin
- Eric Averlant
- Alain Chapuis
- Marcel Vezinat